# The Daily Dot
The Daily Dot är en amerikansk nättidning med redaktion i Austin, Texas. The Daily Dot grundades 2011 och publicerar nyheter om nätkultur och andra internetrelaterade företeelser. År 2015 var de en av de snabbast växande nyhetsorganisationerna i fråga om räckvidd. Samtidigt samlade man in över 10 miljoner dollar i privat finansiering för att utöka sin räckvidd och stärka sitt kontor i New York.